# Nathaniel Phillips
Nathaniel Phillips, né le 21 mars 1997 à Bolton, est un footballeur anglais qui évolue au poste de défenseur central à West Bromwich Albion.

## Biographie
Nathaniel Phillips effectue toute sa formation chez les Bolton Wanderers, où son père Jimmy Phillips (en) avait joué et dont il dirigeait alors le centre de formation. Mais son club formateur — alors en proie à de graves soucis financiers — ne lui offre pas de contrat professionnel et le jeune joueur s'apprête alors à rejoindre l'Université de Caroline du Nord à Charlotte à l'été 2016, l'université lui ayant garanti une bourse d'études, avec la perspective de jouer plus tard en MLS. Mais à peine avant son départ pour les États-Unis, le Liverpool de Jürgen Klopp contacte le jeune joueur et Phillips rejoint ainsi finalement l'académie liverpudienne pour jouer avec les moins de 23 ans,,.
À l'été 2018, Phillips commence à s'entraîner avec l'équipe première de Liverpool,. Mais alors qu'il n'a toujours pas fait ses débuts professionnels, il est prêté au club allemand du VfB Stuttgart en deuxième division pour la saison 2019-2020. Il fait ses débuts professionnels avec Stuttgart en Coupe d'Allemagne, remplaçant Holger Badstuber à la mi-temps d'une victoire 1-0 à l'extérieur contre le Hansa Rostock.
Mais alors que Liverpool fait face à une série de blessure dans la défense centrale il est temporairement rappelé en Angleterre, faisant ainsi ses débuts avec l'équipe première des reds le 5 janvier 2020 lors d'un match de FA Cup contre Everton, avant de repartir en Allemagne,.
Définitivement de retour dans le Merseyside, Phillips fait ses débuts en championnat pour Liverpool le 31 octobre 2020 lors d'une victoire 2-1 contre West Ham United.
Dans une saison contrastée pour l'équipe championne d'Angleterre en titre, où l'hécatombe en défense centrale ne fait que s'accentuer, il se voit peu à peu propulsé dans une place initialement inespérée de titulaire. 
Phillips se révèle notamment determinant lors du match retour de Ligue des champions contre Leipzig à Budapest : titularisé en charnière centrale au coté d'Ozan Kabak, il s'illustre dans un style de défenseur rugueux et dévoué, s'imposant régulièrement dans les duels et permettant aux siens de garder leur cage inviolée dans cette victoire 2-0 qui élimine les demi-finalistes lipsiens de la dernière édition,,.

## Palmarès
| VfB Stuttgart - 2. Bundesliga - Vice-champion en 2019-20 AFC Bournemouth - EFL Championship - Vice-champion en 2022 |